# Корпусная улица (Санкт-Петербург)
Корпусна́я улица — улица в Петроградском районе Санкт-Петербурга. Проходит от улицы Красного Курсанта до Большой Зелениной улицы.

## История
Первоначальное название Наличная улица (от улицы Красного Курсанта до Большой Разночинной улицы) известно с 1797 года, такое название характерно для передних, лицевых улиц, которым и был этот проезд в Колтовской слободе.
В 1822 году к улице присоединена Колтовская улица (от Большой Разночинной улицы до Большой Зелениной улицы). Современное название Корпусная улица присвоено 5 марта 1871 года. Оно связано с тем, что улица «упирается в бывший Кадетский корпус».

## Достопримечательности
- Фабрика «Красное знамя» (бывшая чулочно-трикотажная фабрика «В. П. Керстен»):
  - Дом 1 / улица Красного Курсанта, дом 27 — главный производственный корпус: 1895, арх. А. И. Аккерман; 1900-е, расширение, автор проекта — гражданский инженер инженер С. П. Кондратьев.
  - Дом 3 / Большой Разночинной улица, дом 30-32 — здание клуба фабрики (1900-е). В 2000-х годах было перестроено под бизнес-центр. В нём располагается, в частности, Петроградский отдел Управления Росреестра[2].
  - Дом 13 / Пионерская ул., дом 57 — cиловая станция (ТЭЦ) фабрики «Красное знамя» памятник архитектуры (памятник регионального значения) — памятник конструктивизма, автор проекта — архитектор Э. Мендельсон, 1925—1926.
  - Стела рядом с силовой станцией, установленная в память создания в 1923 году при фабрике первого в Петрограде пионерского отряда.